# Alioune Kebe
Alioune Kebe (Pikine, 24 november 1984) is een Senegalese voetballer die uitkomt voor AC Horsens. Zijn positie is aanvaller.
Aliounes carrière begon bij AS Douanes Dakar in eigen land. Eén seizoen later speelde hij voor ASC Diaraf. Zo kwam hij in 2002 in Frankrijk terecht, maar speelde hij daar voornamelijk in lagere divisies. Kebe werd in september 2006 door Moeskroen aangetrokken om een blessure van Demba Ba op te vangen. Na zijn vertrek bij Moeskroen keerde hij terug naar Frankrijk alvorens in 2009 te vertrekken naar AC Horsens.

## Carrière
- 2000-2001 : AS Douanes
- 2001-2002 : ASC Diaraf
- 2002-2003 : Stade Lavallois
- 2003-2004 : Entente Sannois Saint-Gratien
- 2004-2005 : Le Mans UC
- 2005-2006 : Tours FC
- 2006-2007 : Excelsior Moeskroen
- 2008 : FC Gueugnon
- 2008-2009 : Paris FC
- 2009-... : AC Horsens